# Nicola de Brancas
Pour les articles homonymes, voir Brancas.
Nicolas de Brancas (?-?), est un homme d'Église du XVe siècle. Il est évêque de Marseille  de 1445 à 1466.

## Biographie
Nicolas de Brancas est d'abord clerc à Avignon puis archidiacre et chanoine de Mende de 1441 à 1445.
Il reçoit ses provisions pour l'évêché de Marseille le 18 juin 1445 et dans la bulle d'Eugène IV, il est précisé que Nicolas est « bachelier en droit, noble de famille, pur de vie et de mœurs et doué de multiples vertus ».
En août 1448, il est ambassadeur du roi René à Rome. Peu après, à la fin novembre et au début de décembre, il participe avec le roi René, le légat du pape Pierre de Foix et l'archevêque d'Aix Robert Damiani à l'invention des reliques des saintes Maries Jacobé et Salomé dans l'église forteresse des Saintes-Maries-de-la-Mer. Il est particulièrement chargé de l'enquête historique qu'il diligente à Arles puis aux Saintes où il rédige le procès-verbal de cette découverte dont le cinquième centenaire sera fêté en présence du cardinal Roncalli.
Il est à nouveau ambassadeur du roi René à Rome en 1458, puis président de la cour des comptes d'Aix en 1460.

## Armoiries
Les armoiries de Nicolas de Brancas sont : d'azur à un pal d'argent chargé de trois châteaux de gueules, accosté de chaque côté de deux pattes de lion, mouvantes du bord de l'écu.

## Sources
- Mgr Chaillan, Les Saintes-Maries-de-la-Mer : recherches archéologiques et historiques, 1926.